# چا ته هیون
چا ته هیون (کره‌ای: 차태현؛ زادهٔ ۲۵ مارس ۱۹۷۶) بازیگر، خواننده، مجری تلویزیونی، دی‌جی رادیو و کارگردان اهل کره جنوبی است. او بیشتر به خاطر ایفای نقش در فیلم‌های دختر پرروی من (۲۰۰۱)، رسوایی سازان (۲۰۰۸)، همراه با خدایان: دو جهان (۲۰۱۷)، مای هارت پاپی (۲۰۲۲) و مجموعه‌های تلویزیونی تهیه‌کنندگان (۲۰۱۵)، دانشگاه پلیس (۲۰۲۱) و همکاری مغزها (۲۰۲۳) شناخته می‌شود. او نخستین تجربهٔ کارگردانی خود را برای مجموعه تلویزیونی بهترین ضربه (۲۰۱۲) انجام داد.